# Computer Space
Computer Space  es un videojuego arcade lanzado en noviembre de 1971 por Nutting associates, Creado por Nolan Bushnell y Ted Dabney quienes más tarde fundarían Atari, es considerado el primer videojuego vendido de forma comercial que funcionaba con monedas. El juego es una adaptación del mítico Spacewar! (1962) y es similar al posteriormente famoso Asteroids (1979) con la diferencia de tener dos platillos voladores en vez de rocas. 

## Historia
Los esfuerzos anteriores en llevar a Spacewar!, un videojuego desarrollado en 1961 en el Instituto Tecnológico de Massachusettsen la minicomputadora PDP-1, al mercado masivo fueron centrados en el paradigma de las minicomputadoras de los campus universitarios donde se originaron - una computadora central que distribuía el software a varias terminales remotas. Computer Space fue innovador por establecer la forma básica de los juegos de tipo arcade que vendrían en el futuro - un sistema de cómputo dedicado a únicamente a un solo juego.
Computer Space fue el primer videojuego arcade ampliamente disponible, aunque no tuvo mucho éxito. Para la gran mayoría el juego era muy complicado y terminaba muy rápidamente. Mientras que era bien recibido en los campus universitarios, no era muy popular en los bares y otros establecimientos. En total vendió alrededor de 1500 unidades. Bushnell reclutó entonces a Al Alcorn y creó un sistema más fácil de captar, el Pong, basado en el Tennis del sistema de videojuego casero Magnavox Odyssey, de Ralph Baer.
Se produjeron cabinas separadas tanto para un solo jugador como para dos jugadores en colores azul, verde, rojo, blanco y amarillo.

## Juego

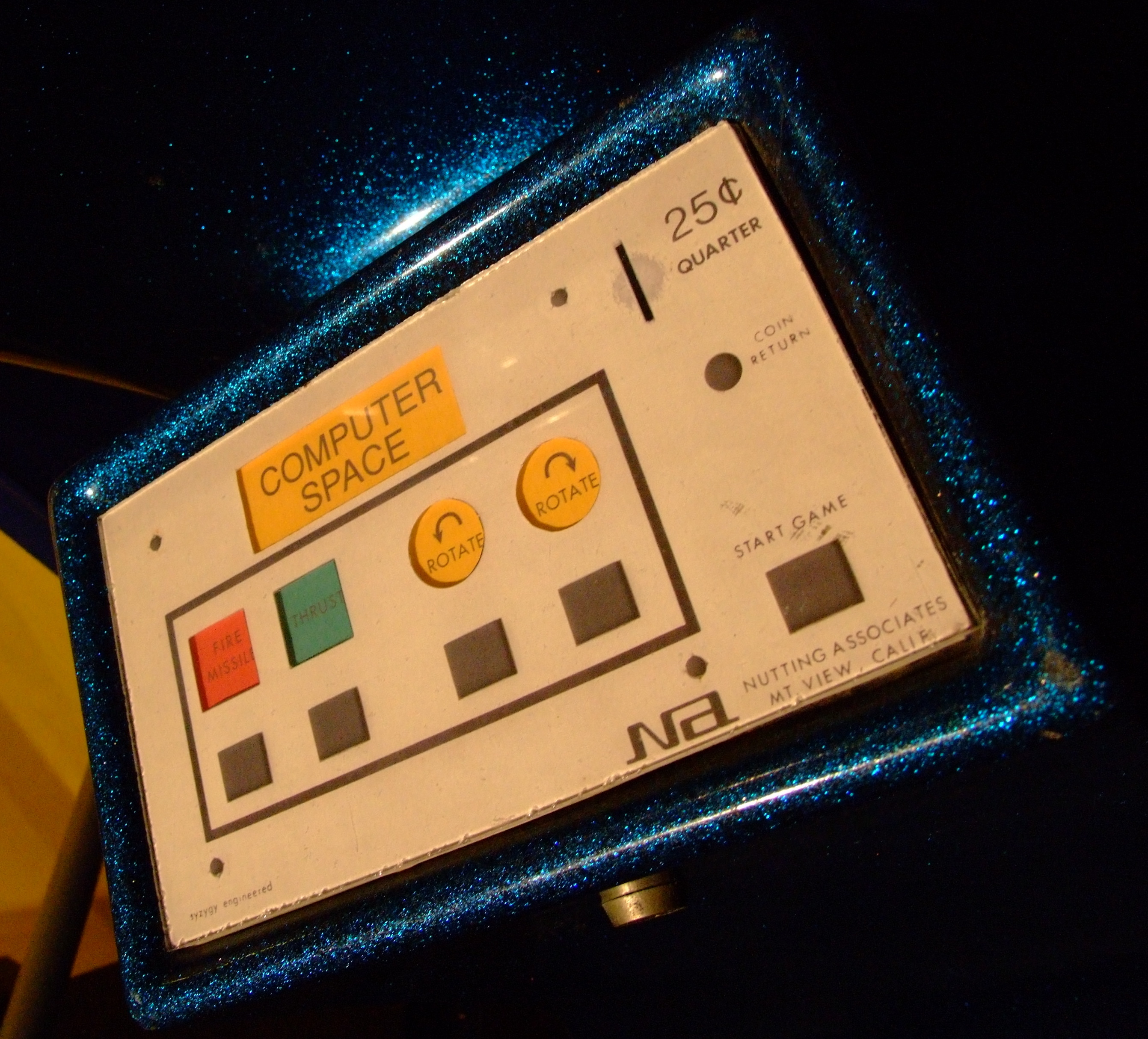
Fotografía de Computer Space en el Museo de ciencia año 2007.

El jugador controla un cohete que puede disparar a los platillos voladores (o incluso a sí mismo). La pantalla muestra el tiempo en el juego (por lo general 100 segundos), el número de vidas perdidas, y el número de platillos que se han destruido. Se tiene un número de vidas ilimitadas durante el tiempo que dura el juego.
En la actualidad este juego se consideraría como un Matamarcianos multidireccional.
Si el marcador del jugador es mayor que el número de platillos voladores tras 90 segundos, el jugador obtendrá otros 90 segundos de juego y los colores de la pantalla cambian al "Hiperespacio" (se cambiaban como un negativo de fotografía, de negro a blanco y de blanco a negro). Si tras estos otros 90 segundos el marcador del jugador todavía era mayor que los platillos voladores, el jugador recibía otros 90 segundos y los colores regresaban a la normalidad. Está secuencia se repetía indefinidamente.

### Puntuación
La puntuación se mantiene con un solo dígito que varía de cero a nueve; una vez que se alcanza el nueve, el siguiente golpe regresa el marcador a cero.

## Especificaciones técnicas
Computer Space no utiliza microprocesador, RAM o ROM. El sistema está basado en una máquina de estado fínita hecha de circuitos integrados de Tecnología TTL de la serie 74. Los elementos gráficos están contenidos en arreglos de diodos. La configuración está hecha de hasta tres circuitos impresos interconectados por un bus común. El despliegue es renderizado en una televisión de tubos de vacío en blanco y negro de 15" de la marca General Electric, especialmente modificada para  Computer Space.

## Clones
- Computer Space fue clonada/bootleg en 1972 por una compañía denominada For-Play y llamaron al juego Star Trek.[4][5]